# Gunnhildr Sveinsdóttir
Gunnhildr Sveinsdóttir (... – 1060 circa) fu la moglie di Anund Jacob di Svezia e Sweyn II di Danimarca. La sua linea di ascendenza è tutt'altro che certa tanto che viene anche chiamata  Gunnhildr Haraldsdóttir a seconda di chi le viene attribuito come padre. A volte viene confusa con Gyda di Svezia, forse sua figlia, che a volte viene anch'essa chiamata Gunnhildr; tradizionalmente si ritiene che sia morta a Gudhem nel Västergötland attorno al 1060.

## Biografia
Le informazioni sulle origini di Gunnhildr sono scarse e spesso contraddittorie, alcune fonti vogliono che sia figlia di un santo norvegese a nome Harald, ma, più probabilmente, ella poteva essere la figlia dello jarl Sveinn Hákonarson e di Holmfrid di Svezia che a sua volta era figlia, o sorella, di Olof III di Svezia e quindi anche zia, o sorella di Emund di Svezia. Questo particolare è interessante perché Emund e Anund Jacob, futuro marito di Gunnhildr erano fratellastri (uno figlio della concubina Edla e l'altro della moglie Estrid degli Obotriti).
Il matrimonio fra Gunnhildr e Anund fu celebrato in data sconosciuta e taluni credono che la loro unione sia rivelata sterile e che la figlia Anund, Gyda (morta 1048-1049) fosse nata dall'unione con un'altra donna. Il fatto che madre, o matrigna, e figlia siano spesso chiamate nello stesso modo non ha facilitato le cose nel narrare le loro storie, sappiamo che Gyda andò in moglie a Sweyn II di Danimarca, che aveva passato del tempo alla corte svedese durante il suo esilio, attorno al 1047, il matrimonio fu breve, Gyda infatti morì poco dopo.
Nel 1050 anche Gunnhildr rimase vedova e si recò in Danimarca dove sposò il genero ormai rimasto vedovo, tale unione non durò a lungo poiché la chiesa vi si oppose fermamente. Venne infatti considerato illegale perché i due coniugi erano troppo strettamente legati dal precedente rapporto suocera/genero e vennero minacciati di scomunica se non si fossero separati. Gunnhildr venne quindi obbligata a tornare in Svezia attorno al 1052.
Gunnhildr tornò quindi nella regione del Västergötland dove aveva delle proprietà e passò il resto dei propri giorni in ritiro religioso, si crede che ella abbia fondato un laboratorio dove realizzare abiti ad uso clericale e la tradizione le attribuisce la creazione del vestito usato per i cantori della cattedrale di Roskilde. La leggenda vuole che attorno al 1054 Gunnhildr abbia fondato l'abbazia di Gudhem, che, invece, venne fondata circa un secolo dopo. Tale racconto può essere nato dal fatto che pare Gunnhildr vivesse con altre donne in uno stato di ritiro molto simile alla vita monastica e che la terra su cui sorse Gudhem era fra le sue proprietà. Adamo da Brema nella sua Gesta Hammaburgensis Ecclesiae Pontificum la descrive come Sanctissima ed elogia l'ospitalità che ella offrì a un missionario che era tornato dalla corte di Emund di Svezia.
La tradizione vuole che ella sia sepolta Gudhem, non si conosce la data esatta della sua morte e la si colloca attorno al 1060 perché sappiamo che era ancora viva sotto il regno di Emund di Svezia.